# أقليات دينية
الأقليات الدينية هي طوائف بشرية تعتنق ديانة معينة تختلف عن تلك التي تعتنقها الأكثرية داخل البلد الواحد، وقد تتعرض الأقليات الدينية في بعض البلدان إلى الاضطهاد. وتُوضَع القوانين في بعض البلدان لحماية حقوق الأقليات الدينية، مثل حماية ثقافة الأقليات وتعزيز الانسجام مع الأكثرية.